# Karlskrona örlogsskolor

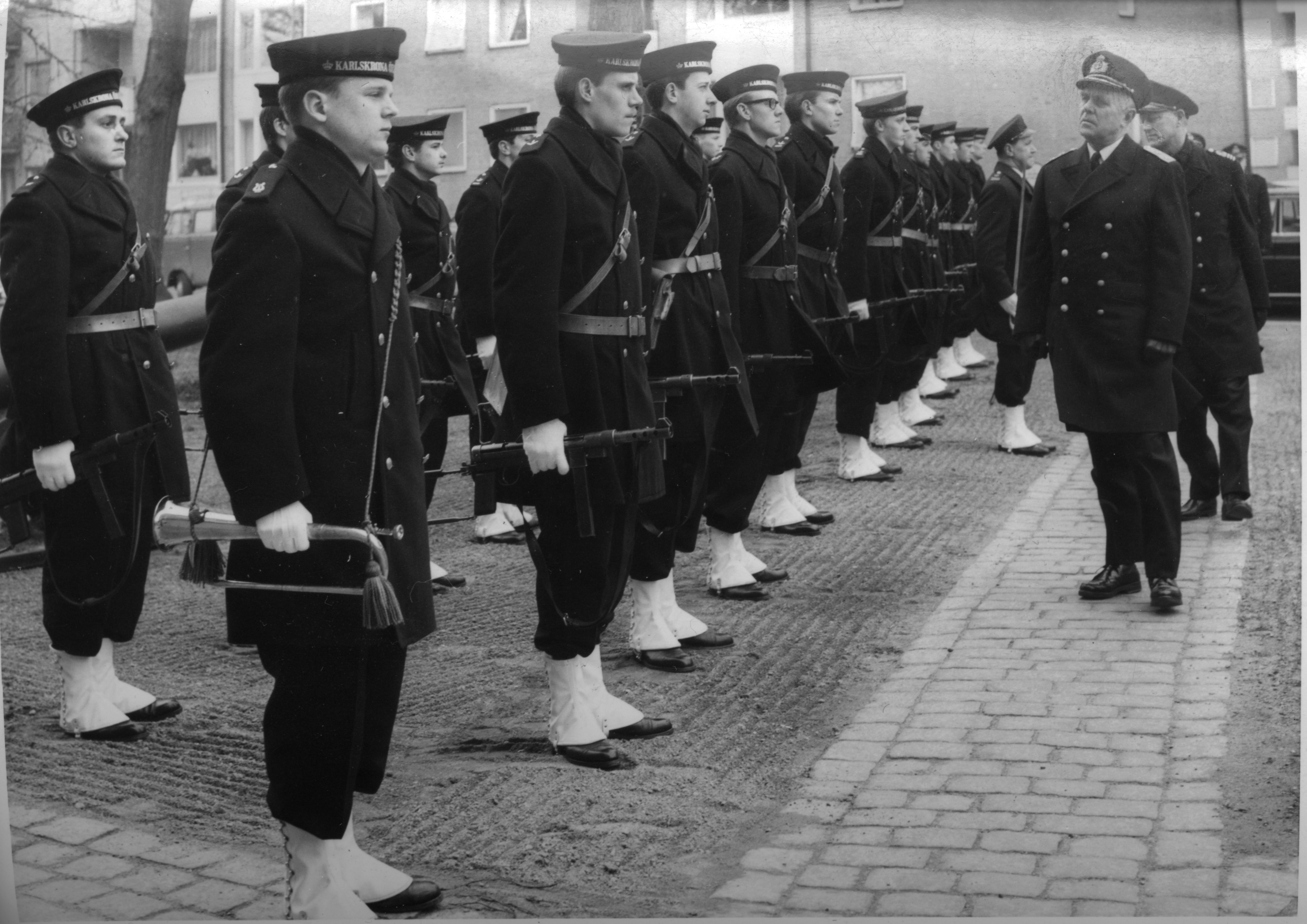
Inspektion vid Karlskrona örlogsskolor 1980.

Karlskrona örlogsskolor (KÖS) var en truppslagsskola för flottan inom svenska marinen som verkade i olika former åren 1956–1997. Förbandsledningen var förlagd i Karlskrona garnison i Karlskrona.

## Historik
Karlskrona örlogsskolor hade till huvuduppgift att utbilda manskap, såväl värnpliktiga som stamanställda, i sjömanskap och grundläggande militära färdigheter. Vid skolorna bedrevs även en viss yrkesutbildning. Karlskrona örlogsskolor bildades genom en sammanslagning av flottans tre skolor i Karlskrona: sjömansskolan, underbefälsskolan och värnpliktsskolan. Verksamheten var som störst under 1960- och 1970-talen, då det under vid vissa tidpunkter kunde vara omkring 5.000 elever inskrivna samtidigt. Detta gjorde Karlskrona örlogsskolor till Sveriges största militära utbildningsanstalt. Åren 1981–1984 bedrev Flottans officershögskola sin utbildning inom ramen för örlogsskolorna i Karlskrona. Karlskrona örlogsskolor upphörde 30 juni 1997 som en konsekvens av 1996 års försvarsbeslut. Verksamheten slogs då ihop med Berga örlogsskolor under namnet Örlogsskolorna med ledningen placerad i Berga.

## Ingående enheter
- Basförsvarsskola
- Dykarskola
- Rekrytskola
- Signalskola
- Yrkesskola
- Flottans officershögskola
- Marinens gymnasieskola
- Marinens intendenturskola (MIntskol)
- Marinens verkstadsskola

## Förläggningar och övningsplatser
Karlskrona örlogsskolor låg på Trossö i centrala Karlskrona. Verksamheten rymdes huvudsakligen i kasernerna Sparre, af Trolle och Anckarstierna. Övningsfält fanns på Stumholmen och i Rosenholm.

## Förbandschefer
Förbandschefen titulerades skolchef och hade i regel tjänstegraden kommendör.

- 1960–1965: Kommendör Harry Bong
- 1966–1968: Kommendör Gunnar Norström
- 1969–1972: Kommendör Hans Petrelius
- 1973–1980: Kommendör Viktor Tornérhjelm
- 1980–1980: Kommendörkapten Gunnar Nordanfors (tf)
- 1981–1983: Kommendör Lars Norrsell
- 1984–1991: Kommendör Karl Andersson
- 1992–1994: Kommendör Olof Jonsson
- 1995–1996: Kommendör Mats Lindemalm
- 1997–1997: Kommendörkapten Lars Haller

## Namn, beteckning och förläggningsort
| Flottans skolor i Karlskrona | 1956-11-01 | – | 1960-??-?? |
| Karlskrona örlogsskolor      | 1960-??-?? | – | 1997-06-30 |

| Kskol | 1956-11-01 | – | 1960-??-?? |
| KÖS   | 1960-??-?? | – | 1997-06-30 |

| Karlskrona garnison (F) | 1956-11-01 | – | 1997-06-30 |